# Toulky dinosaurů Amerikou
Toulky dinosaurů Amerikou (v anglickém originále When dinosaurs roamed America) je americký dokument natočený v roce 2001 společností Discovery Communications. Jde o podobný dokument, jako bylo například o dva roky starší Putování s dinosaury. Popisuje příběhy dinosaurů žijících na území Severní Ameriky. Celkově popisuje film příběhy z několika období: první z raného triasu, druhý z rané jury, třetí ze svrchní jury, čtvrtý ze střední křídy a poslední z doby před 65 miliony lety, kdy dinosauři vyhynuli.

## Vědecké chyby
V dokumentu se objevilo několik drobných vědeckých chyb. Například Dilophosaurus nebyl nalezen na území Pensylvánie a Tyrannosaurus nemohl běžet rychlostí, aby za ním krajina tak rychle mizela. CGI animace je však na dobré úrovni. 

## Vydání na DVD
V roce 2010 pod titulem "Když  dinosauři vládli světu: Toulky dinosaurů Amerikou" vydala DVD společnost InterSonic.